# Залесно-Чулково
Залесно-Чулково — деревня в Кораблинском районе Рязанской области, центр Яблоневского сельского поселения.
В деревне проживает 247 постоянных жителей. Находится в 20 км к юго-западу от города Кораблино. Рядом находятся сады СПК (совхоза) Октябрьский.
В 1500-х годах селение принадлежало известным в тех местах Чулковым.
В начале 1930-х годах был основан Залесно-Чулковский сушильный завод Кораблинского районного пищевого комбината, образован посёлок сушильного завода. На заводе сушили картофель, яблоки, производили яблочную пасту, которую поставляли на кондитерские фабрики.
В конце 1930-х годов близ деревни Залесно-Чулково был образован совхоз «Вторая пятилетка» он имел 181 гектар земли для разведения семечковых и 23 гектара с плодовыми деревьями. В 1943 году совхозу был передан Залесно-Чулковский сушильный завод Кораблинского райпищекомбината. На протяжении войны совхоз производил продукты которые поставляли в госпитали раненым и в детские дома.
Жители посёлка совхоза вместе с жителями Залесно-Чулково, Залесно-Чулковского сушильного завода и Неделинского хутора входили в состав колхоза «Искра».
Позже территории посёлков совхоза «Вторая пятилетка» и Залесно-Чулковского сушильного завода вошли в состав деревни Залесно-Чулково.

## Население
| 1859 | 1897 | 1906 | 2010 |
| ---- | ---- | ---- | ---- |
| 684  | →684 | ↗725 | ↘238 |